# 阿布拉莫夫卡农村居民点
阿布拉莫夫卡农村居民点（俄语：Абрамовское сельское поселение）是俄罗斯联邦沃罗涅日州塔洛瓦亚区所属的一个农村居民点。其下辖有10个居民点，行政中心为阿布拉莫夫卡。据2016年统计，该农村居民点的人口为4375人。